# النساء في عهد ألمانيا النازية

علم الحزب العمالي النسائي

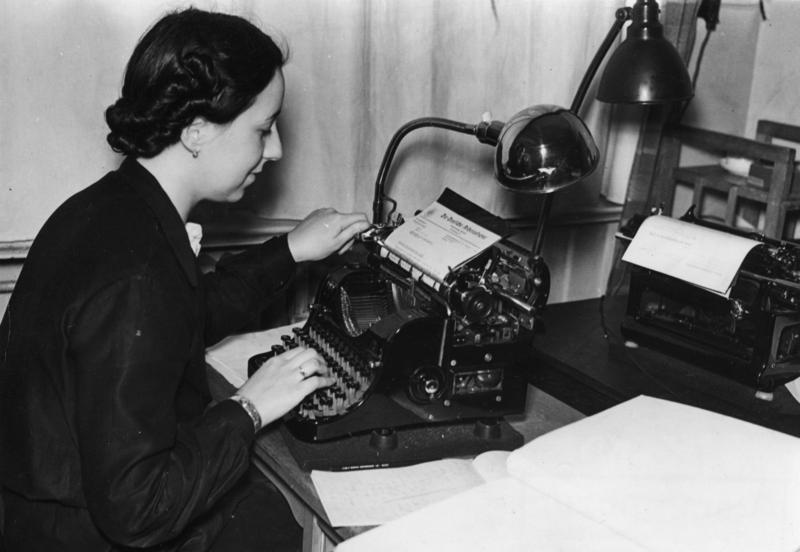
سكرتيرة ألمانية أثناء العمل

عاشت النساء في الرايخ الثالث أو دولة ألمانيا النازية في اطار نظام يتميز بسياسة حصر المرأة بدور الأم والزوجة واستبعادها من كل مواقع المسؤولية، لا سيما في المجالات السياسية والأكاديمية. فإن السياسة النازية يتناقض بشكل صارخ وهو عكس ما كن النساء عليه من التطور والتحرر في ظل جمهورية فايمار، وهي مميزة من مبدأ المساواة من موقف السلطة الأبوية والمحافظين في ظل الامبراطورية الألمانية.
المرأة النازية العارضة لم يكن لديها مهنة، لكنها كانت مسئولة عن تعليم أبنائها والتدبير المنزلي. نساء لم يحصلن إلا على حق محدود للتدريب يدور حول المهام المنزلية، وكانوا، على مر الزمن، محجوبون من التدريس في الجامعات، والمهن الطبية ومن البرلمان باستثناء زعيمة الرابطة النسائية جيرترود شولتز كلينك ولم يسمح لهن للاضطلاع بمهام رسمية، في النظام، بعض النساء لهن مميزات وكن في الواجهة لقرب بعضهن من الزعيم النازي ادولف هتلر، مثل جوبلز ماجدة أو المتفوقات في مجالات معينة مثل مخرجة الأفلام السينمائية لني ریفنشتال والكابتن طيار حنا رايتش.
في حين أن بعض النساء لعبن دورا مؤثرا في محاولة لقلب نظام الحكم النازي والانخراط في المعارضة الألمانية ضد الحكومة النازية ودفعن بحياتهم، مثل يبرتاس شولز، صوفي شول والأخيرة تمت محاكمتها وإعدامها مع اخيها بالمقصلة.

## من التحرر إلى الإقصاء

### جمهورية فايمار
كان وضع المرأة في ظل جمهورية فايمار الأكثر تطورا في أوروبا. أعلن دستور فايمار في 19 يناير 1919 حقها في التصويت، والمساواة بين الجنسين في المسائل المدنية، وعدم التمييز ضد البيروقراطيين الإناث وحقوق الأمومة والمساواة بين الزوجين. وكانت كلارا زتكن، رمزا للحركة النسوية الألمانية، وهي عضو في البرلمان في الرايخستاغ 1920-1933. ولكن فايمار لم تمثل قفزة هائلة إلى الأمام من أجل تحرير المرأة وكانت ولا تزال ممثلة تمثيلا ناقصا في البرلمانات.
منذ يناير كانون الثاني عام 1921، كان مذهب الحزب النازي واضحا ولم يخفِ رغبته في استبعاد النساء من الحياة السياسية> فضلا عن مجالات معينة من الحزب (وخاصة اللجنة التنفيذية للحزب. ويؤكد الحزب النازي في مرسومه بأن "المرأة يمكن أن يتم قبولها لكن ليس في اللجنة التنفيذية ولا إلى اللجنة الإدارية"، وهذا لم يمنع العديد من النساء من أن يصبحن أعضاءً داخل الحزب النازي. المذهب النازي عمل على ارتقاء دور الرجال الألمان، مؤكدا على المهارات القتالية والأخوة بين عموم الذكور. في حين أن معظم الأطراف والأحزاب الأخرى في إطار جمهورية فايمار خاضوا انتخابات من ضمنها مرشحات وفازت بها بعض النساء، رفضها الحزب النازي. في عام 1933، برر جوزيف غوبلز هذا الموقف موضحا أن "من الضروري أن تترك الوظائف الرجالية للرجال. تحولت ألمانيا من وجود 37 امرأة عضوة في البرلمان من أصل 577، مقابل لا شيء، بعد انتخابات ألمانيا، في نوفمبر 1933.

## بداية عهد ألمانيا النازية

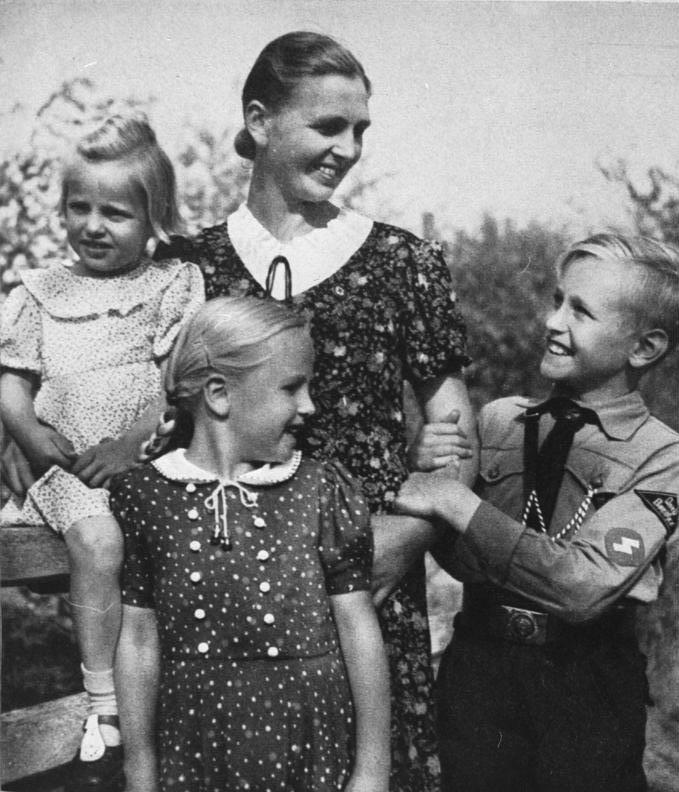
دعاية نازية لأم وبناتها وابنها في الزي الرسمي لشباب هتلر لمجلة "SS-Leitheft فبراير 1943.

في عام 1933، تم تغيير البرامج المدرسية للفتيات، ولا سيما بهدف إثنائهم عن مواصلة الدراسة الجامعية. استعيض عن خمس سنوات من المقررات باللغة اللاتينية وثلاث سنوات من العلوم باستبدالها لمقررات دراسية باللغة الألمانية، والتدريب على المهارات المحلية ولكن هذا لم يسفر عن نتائج مثمرة؛. فعدد كبير من الفتيات سجلوا في مدارس البنين، من ناحية أخرى، تم تجاهل بشكل عام "القيود المفروضة على التسجيل ب 10٪ على مستوى الجامعة. وبالتالي، فإن التدابير انخفضت فقط في الالتحاق في كليات الطب من 20٪ إلى 17٪.
منعت الجمعيات النسائية والشيوعية خصوصا والجماعات الاشتراكية، وفي بعض الحالات النادرة يتم اعتقال بعضا منهن أو اغتياله. جميع الجمعيات طالبوا باسترجاع الأعضاء اليهود، مثل الاتحاد النسائي البروتستانتي. ولكن وبسرعة، الغالبية العظمى من الجمعيات انحلت واختار بعض منهم الاختفاء نهائيا، مثل «اتحاد المنظمات النسائية الألمانية» الذي أنشأ في عام 1894 والتي حُلّت في عام 1933 لتجنب التعرض للرقابة. بقيت منظمة واحد للمرأة حتى العام 1944، ولكنها وضعت تحت وصاية وزير التربية والدعاية، جوزيف غوبلز. رودولف هيس أنشأ منظمة فراويرك الألماني مع فتح فرع للنساء في الحزب النازي. هناك أيضا الرابطة الوطنية الاشتراكية النسائية التي كان الغرض منها التحول إلى منظمة جماهيرية داعمة للنظام.

## المرأة النازية المثالية

### المرأة الجديدة؟

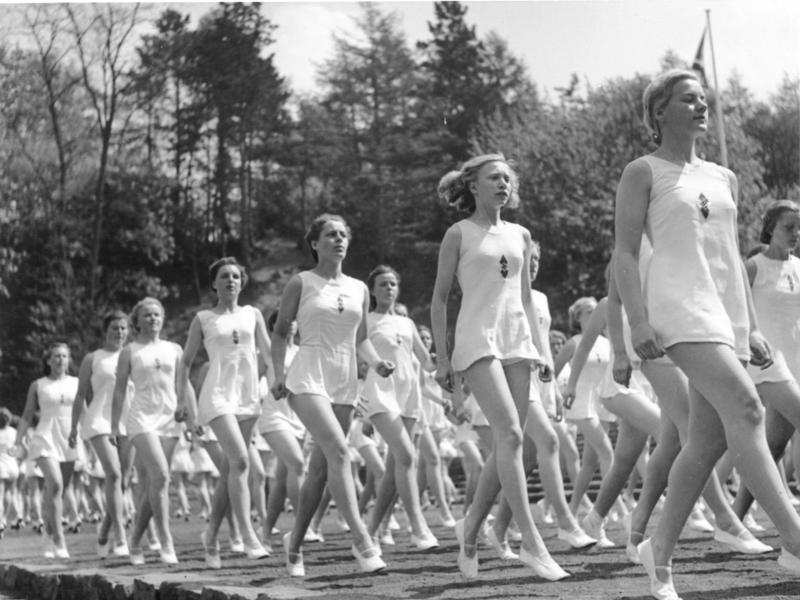
لاعبات جمباز ألمانيات

كان على المرأة النازية أن تتوافق مع المجتمع الألماني بحسب رغبات أدولف هتلر وأن تكون نقية عرقيا وقوية بدنيا. وقال إنها يجب أن لا تعمل، وتعيش حياة الأمومة حسب الشعار السابق لوليام الثاني إمبراطور ألمانيا (أن للمرأة ثلاث محاور: الأطفال والمطبخ والكنيسة).
في وثيقة نشرت في عام 1934، «الوصايا التسعة من نضال العمال»، هيرمان غورينغ كان أكثر صراحة ويلخص الدور المستقبلي للمرأة الألمانية في العهد النازي: "خذي وعاءً، ومكنسة وتزوجي رجلا" حيث كان معاديا للحركة النسائية، بمعنى أن النازيين يعتبرون ان الحقوق السياسية الممنوحة للمرأة (أي الحصول على مناصب رفيعة المستوى على سبيل المثال)، يتنافى مع طبيعتها، والدور الوحيد الذي يضمن لها حقوقها فإنها يمكن أن تزدهر لخدمة مصالح الأمة. ولذلك، صرحت ماجدة غوبلز في عام 1933: "يتم استبعاد المرأة الألمانية من ثلاث مهن: الجيش، كما في أماكن أخرى من العالم؛ الحكومة، والسلطة القضائية إذا كانت الفتاة الألمانية أن تختار بين الزواج أو المهنة، عليها ان تختار في الزواج، لأنه أفضل للمرأة وليس من الممكن تحقيق قفزة عقلية في المجتمعات المحافظة والأبوية التي كانت سائدة على سبيل المثال في عهد الامبراطورية الثانية؛. في الواقع، والطابع الشمولي من نقل النظام بعيدا عن المفهوم الذي أحرز للمرأة ويتم وضعها على الرف من قبل المجتمع. على العكس من ذلك، كان من المتوقع أن تشارك بمستويات أقل في دور الأم والزوجة. حقيقة أن النظام الصارم من الحركات النسائية في ألمانيا النازية المنظمة تنظيما جيدا، لم تسمح زحزحة النساء على ما يمكنهم القيام به في القرن 19. من دون شك، وجد الناخبون المحافظون وبعض السكان انفسهم في وضع حرج للغاية لصورة المرأة المتحررة من اوائل العشرينات وكان هناك قناعة في النظام الجديد. ولكن كانت الأهداف مختلفة، ونطلب من كل امرأة للمشاركة في بناء "الرايخ الألف عام".

### الشكل الخارجي والالتزامات

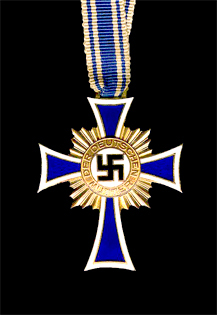
الوسام الصليبي الشرفي للام الألمانية المثالية

حظر ارتداء أو استعمال أدوات تزيين الوجه أو بما يسمى بالماكياج، وطولبوا بالتواضع مقارنة مع فترة جمهورية فايمار، التي شهدت مزيدا من الحرية على المستوى الأخلاقي. في عام 1933، أعلنت اجتماعات لقسم النساء لجبهة العمال الألمان أن النساء ممن استعملن مساحيق التجميل منعوا في جميع جلساتهم. النساء اللواتي يدخن في الأماكن العامة - في الفنادق والمقاهي، في الشارع وما إلى ذلك يتم استبعادهن من الجبهة. الأنشطة التي تعتبر أكثر وأفضل أو أقل تقليدا وأوصي بها هي: الموسيقى، العمل اليدوي، والجمباز وحظرت النشاطات الجنسية، إلا لهدف الإنجاب؛ واعتبرت الشابات المحررة منحرفة أو المعادية للمجتمع. وجرى تشجيع الأمهات على إنجاب الأطفال، حيث أن هتلر كان قد أصدر قانونا بعد وصوله إلى الحكم 1933 بتشجيع الزواج، وينص على أن كل من يتزوج من ألمانية يمنح 1000 مارك ألماني من الحكومة، ولا تسدد على شكل نقود بل أن كل مولود للعائلة يسقط 25 بالمئة من ذلك الدين وهذا القانون شجع الناس كثيرا على الزواج والإنجاب لتأسيس أمة ألمانية عريقة وبناء على ذلك أنشأ الوسام الصليبي الشرفي للام الألمانية المثالية للأمهات اللواتي ينجبن أربعة أطفال أو أكثر. تم أيضا تأسيس عيد الأم الألمانية، وحتى العام العام 1939، قلدت 3 ملايين ألمانية بالوسام. وفيما يتعلق بالإجهاض، يحظر تماما، حتى عام 1935، وأصبحت مهنة الطبيب الإبلاغ عن حالات مشابهة وكتابة التقارير إلى مكتب الصحة بالدولة، الذي سيحقق في المزيد من الخسائر الطبيعية للطفل؛ في عام 1943 سن قانون "حماية الأسرة والزواج والأمومة من وزراء الداخلية والعدل التي خصصت اعتمادات لعقوبة الإعدام على المدانين من الأمهات.

### التعليم
ولم يهمل تعليم البنات ووضع الفتيان والفتيات على قدم المساواة في المدرسة. وجرى تشجيع الفتيات على مواصلة الدراسة الثانوية ولكنها كانت محدودة، وابتداء من عام 1935، تخضع الفتاة فترة ستة أشهر من التأهيل لصالح خدمتهم، وأعلن الزعيم النازي ادولف هتلر، في 12 أبريل عام 1942، أن المدارس للرايخ يجب جمع "الفتيان والفتيات من جميع الطبقات لمواجهة جميع الشباب في الرايخ الألماني ودليل التعليم في ما يلي:-
- على جميع الفتيات ان يعرفن تاريخ ومكان ولادة الفوهرر، وتكون قادرة على إعادة فرز الأصوات وقادرة على سرد تاريخ الحركة والنضال للاس أي وشباب هتلر وتعرف المتعاونين الذين يعيشون مع الفوهرر. وكان مطلوبا منهن أيضا أن يعرفن الجغرافيا لألمانيا، وعن تفاصيل وتاريخ معاهدة فرساي.

تعليم البنات يعني أيضا التثقيف السياسي، وهناك كانت بالفعل مدارس النخبة عن الدراسات السياسية، افتتحت مدرسة واحدة للبنات في عام 1939 في فيينا، وآخرها كان في عام 1942 في لوكسمبورغ. هذه المؤسسات لم يكن غرضها فقط تمكين النساء للدخول في الحياة السياسية بل تثقيفها لشغل الوظائف المتعلقة بإدارة شؤون المرأة. لكن هذا أدى إلى الشعور بالقلق. ومع ذلك، في 5 يونيو عام 1942، هدد وزير المالية لوتس فون كروسيغ، وهو سياسي محافظ، بخفض المنح إلى المدرسة الثانية، ورفض التثقيف السياسي للفتيات.

## الحرب العالمية الثانية

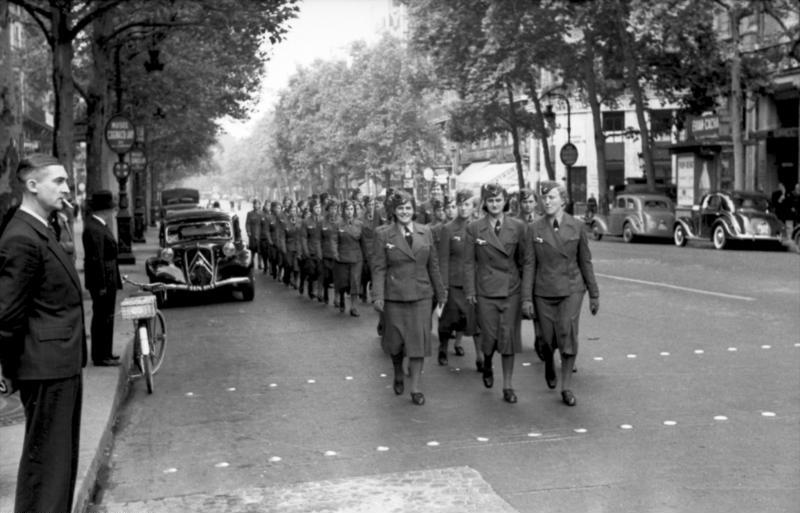
مجندات ألمانيات في باريس أثناء الوجود العسكري الألماني في فرنسا

خلال الحرب العالمية الثانية، وهو ما يتناقض بشكل كبير من قبل الحرب عندما غير الحزب الاشتراكي الوطني سياسته، وسمح للنساء بالانضمام إلى الجيش الألماني. وكان أدولف هتلر أكد في وقت سابق في خطاب القاه امام ناشطين من الحزب الاشتراكي النسائي في 13 سبتمبر 1936:
اننا نملك جيلا من الرجال الأصحاء - ونحن، الحزب الوطني الاشتراكي، لا نتخيل ألمانيا نساء رماة للقنابل أو من سلاح القناصة.
خلال الحرب، لم تكن النساء منخرطات في القتال، ولكن كن يعتبرن مساعدات للأفراد العسكريين، ومسؤولات عن المناطق اللوجستية والإدارية التي تفتقر إلى الموظفين نظرا لعدد من الرجال المشاركين في القتال. عملت المرأة أيضا في المصانع وفي سلك التعليم العسكري. أعضاء الشركة الوطنية للسكك الحديدية) ارتدن الزي العسكري النسائي ويسمى بالتنورة.

### في الجيش الألماني (الفيرماخت)
في عام 1945، كان عدد النساء في القوات المسلحة حوالي 500,000 امرأة، يتوزعون ما بين الهير وسلاح الجو أو في البحرية (كريغسمرين). نصفهم تقريبا كانوا متطوعين، وآخرون يؤدون الخدمة الإلزامية مرتبطة في المجهود الحربي، وأوكلت إليهم مهام ليس فقط داخل قلب الرايخ، ولكن بدرجة متفاوتة، إلى الأراضي المحتلة وعلى سبيل المثال في الحكومة العامة لبولندا المحتلة، وفرنسا، وبعد ذلك في يوغوسلافيا، واليونان ورومانيا.

### فيالإس إس
كان الاس اس جيفلوغ [الألمانية] الجناح النسائي من قوات الأمن الخاصة، ولكن في المقابل كان يقتصر فقط على العمل التطوعي في خدمة الطوارئ. تنتمي نساء الاس اس إما إلى اس اس-هيلفرينن وهن أناث يعملن كحراس في معسكرات الاعتقال النازية أو اس اس-كريجزهيلفرينن. وقد تم تدريبهن سلفا في إحدى المدارس الخاصة، وتدريب الآخريات لفترة أقصر. كانت أنثى الاس اس مسؤولة عن المساعدة في (مشغل الهاتف، ومشغلي أجهزة لاسلكي. وكان هناك تسلسل هرمي داخلي في جناح النساء في قوات الأمن الخاصة، التي ليس لديها تأثير على القوات الذكورية، على الرغم من أن العناوين المحددة للنساء في بعض الأحيان كان لها تأثير على أصحابها.

### في المعتقل

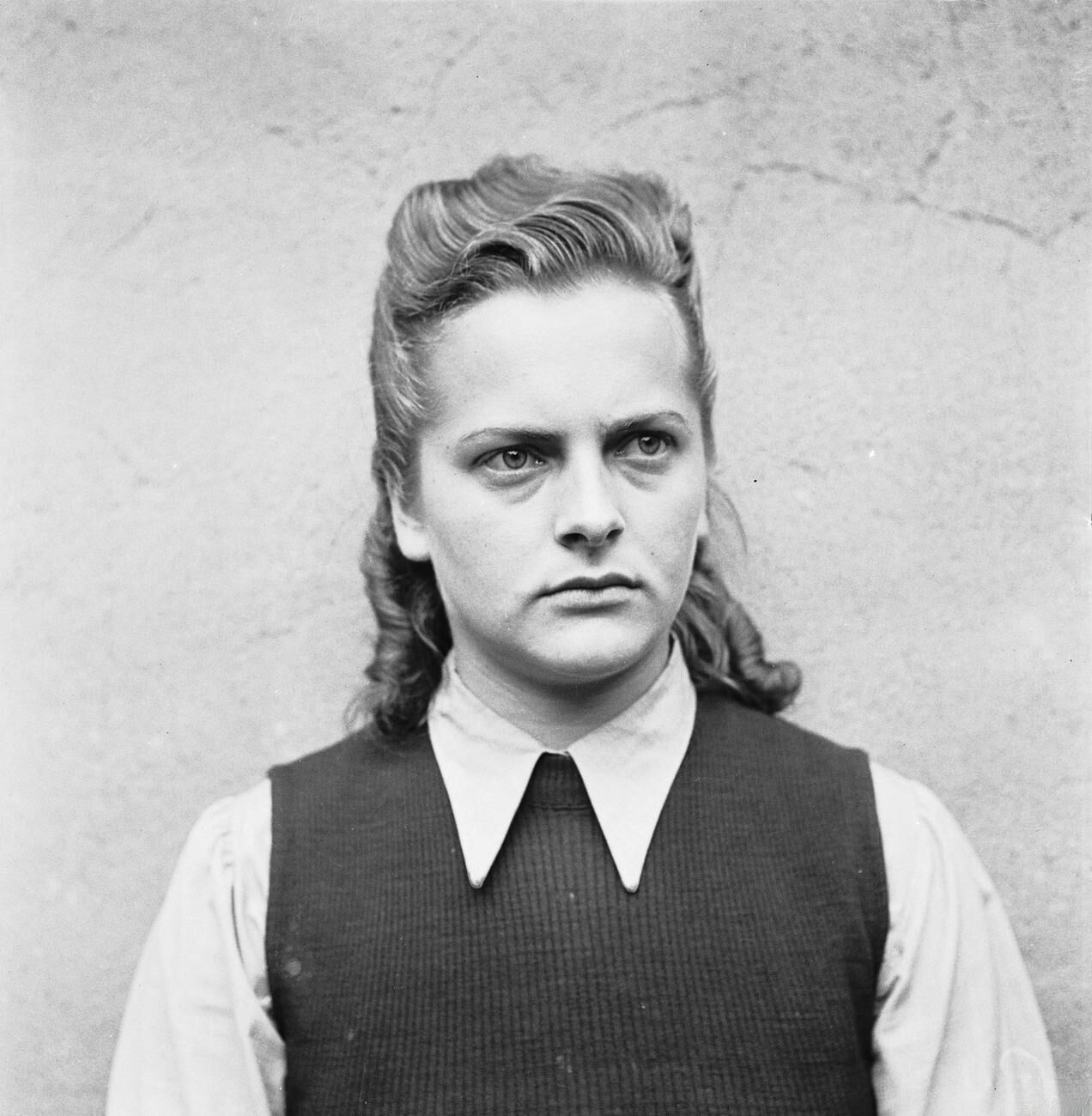
السجانة ايرما غريس بعد القبض عليها من قبل الحلفاء بعد سقوط برلين

كانت النساء مجندات في صفوف النازيين في معسكرات الاعتقال وينتمون عموما إلى قوات الأمن الخاصة. كن حارسات أو سكرتيرات أو ممرضات. وصلن قبل الحرب، ويدرب بعضهن في منطقة ليشتنبرغ. وقد حدث ذلك بسبب الحاجة للعاملين لكثرة السجناء السياسيين بعد ليلة البلور في 8 و 9 تشرين من العام 1938. بعد عام 1939، دربت المجندات في معسكر رافنسبروك قرب برلين. تأتي معظمهن من أصول اجتماعية دنيا أو من الطبقة المتوسطة، كن يعملن في المهن التقليدية كتصفيف الشعر، والتدريس. وعكس الرجال الذين كانوا ملزمين بالخدمة العسكرية. 55000 هو مجموع الحراس في كل المخيمات النازية، كانت هناك 3600 امرأة (حوالي 10٪ من القوى العاملة)، ومع ذلك، لم يسمح لأي امرأة أن تأمر الرجال.

## نساء رافضات للنازية
احتجت الطالبة الشيوعية ليزوليت هيرمان في العام 1933 ضد تعيين أدولف هتلر مستشارا وتمكنت من الحصول على معلومات وارسالها إلى حكومات أجنبية حول إعادة تسليح ألمانيا. في العام 1935 تم القبض عليها وحكم عليها بالإعدام بعد مرور سنتين وتم تنفيذ الحكم في العام 1938. كانت أول أم ألمانية تعدم منذ بداية الحكم النازي في تاريخ ألمانيا.

## بعد سقوط النازية
بعد انهيار الرايخ الثالث، شاركت العديد من النساء الألمانيات الملقبات بالنساء من الأطلال في إعادة بناء ألمانيا عندما أزلن الانقاض الناجمة عن الحرب وكان أكثر من مليوني امرأة من ضحايا الاغتصاب. واحدة منهن نشرت مذكرات تذكر هذه التجربة بكتاب بعنوان (امرأة في برلين).
على الرغم من أنهن لسن ممن تدخلوا في قيادة النظام النازي، حوكم بعض النساء بعد الحرب. وبالتالي، كانت هيرتا اوبريهوسر، طبيبة شاركت في التجارب الطبية النازية في معسكر رافنسبروك 1940-1943، وهي المرأة الوحيدة في قفص الاتهام في محاكمة الأطباء في نورمبرغ. احتجزت مسؤولة عن اصابة 86 امرأة بالفيروسات وقتل الأطفال. وحكم عليها بالسجن 20 عاما. ومن جانب آخر، تمت تبرئة إنجي فيريميتز.

## دائرة النفوذ في المجتمع النازي

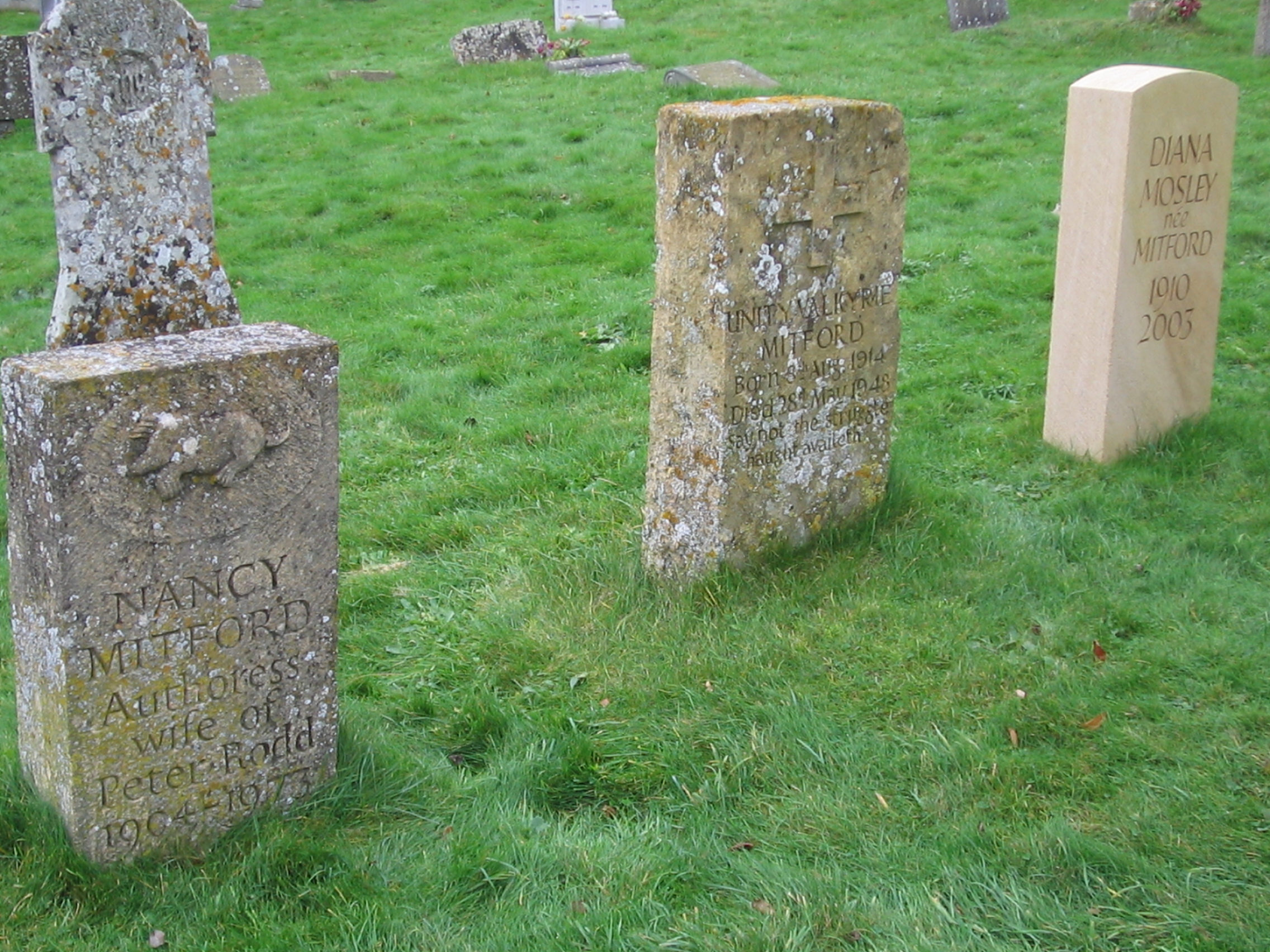
قبر ميتفود بجانب شقيقتها ديانا

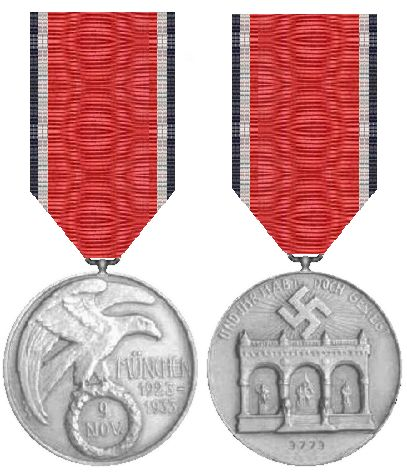
وسام الدم

على الرغم من أن النساء تحت الرايخ الثالث لم يكن لديهم السلطة السياسية، ولكن دائرة النفوذ والتأثير كانت موجودة حول أدولف هتلر. ضمن هذه الدائرة، أصبح هتلر مُّطلع على البريطانية الفاشية يونيتي ميتفورد التي كانت متعاطفة مع النازية وماجدة غوبلز، زوجة وزير الدعاية جوبلز. ماجدة غوبلز أصبحت تعرف ب «السيدة الأولى للرايخ الثالث» التي مثلت النظام خلال الزيارات والمناسبات الرسمية الخارجية. واعتبر زواجها من غوبلز في 19 ديسمبر 1931 حدثا كبيرا في المجتمع الألماني، حيث كانت المخرجة ليني ريفنستال ضيفة خاصة ومميزة. كانت السيدة والرهبة اليانور باور، وهي صديقة لهتلر منذ 1920 (كانت قد شاركت في انقلاب بير هول) المرأة الوحيدة التي التي شاركت في الانقلاب والمرأة الوحيدة الحاصلة على وسام الدم، وشاركت أيضا في حفلات الاستقبال الرسمية وكانت مقربة لهينريك هيملر، الذي كان يلقبها بالعقيد أو بكولونيل الاس الاس ويسمح لها بحرية الدخول إلى معسكرات الاعتقال في منطقة داخاو.
كانت النساء أيضا قدرن على تمييز أنفسهن في بعض المجالات، ولكنهن كن مستثنين في مجالات أخرى وكانت المخرجة السينمائية ليني قد أعطيت التمويل الهائل لإنتاج أفلام عدة مثل (انتصار الإرادة، وأولمبيا). ونيفرد فاغنر كانت تشرف على مهرجان بايرويت التي تحظيى بتغطية إعلامية مكثفة، بمشاركة مغية الأوبرا اليزابيت شوارزكوف التي كانت تسمى أيضا باسم «المغنية النازية» في الصحف الأمريكية. حنا رايتش، وهي طيار مقاتل وهبت نفسها لاختبار الطائرات والمشاريع العسكرية للنظام، ولا سيما في-1. وهي المرأة الوحيدة في الحرب العالمية الثانية تحصل على الصليب الحديدي تقديرا لاسهاماتها الجليلة للدولة،

## نساء مشاهير

### زوجات

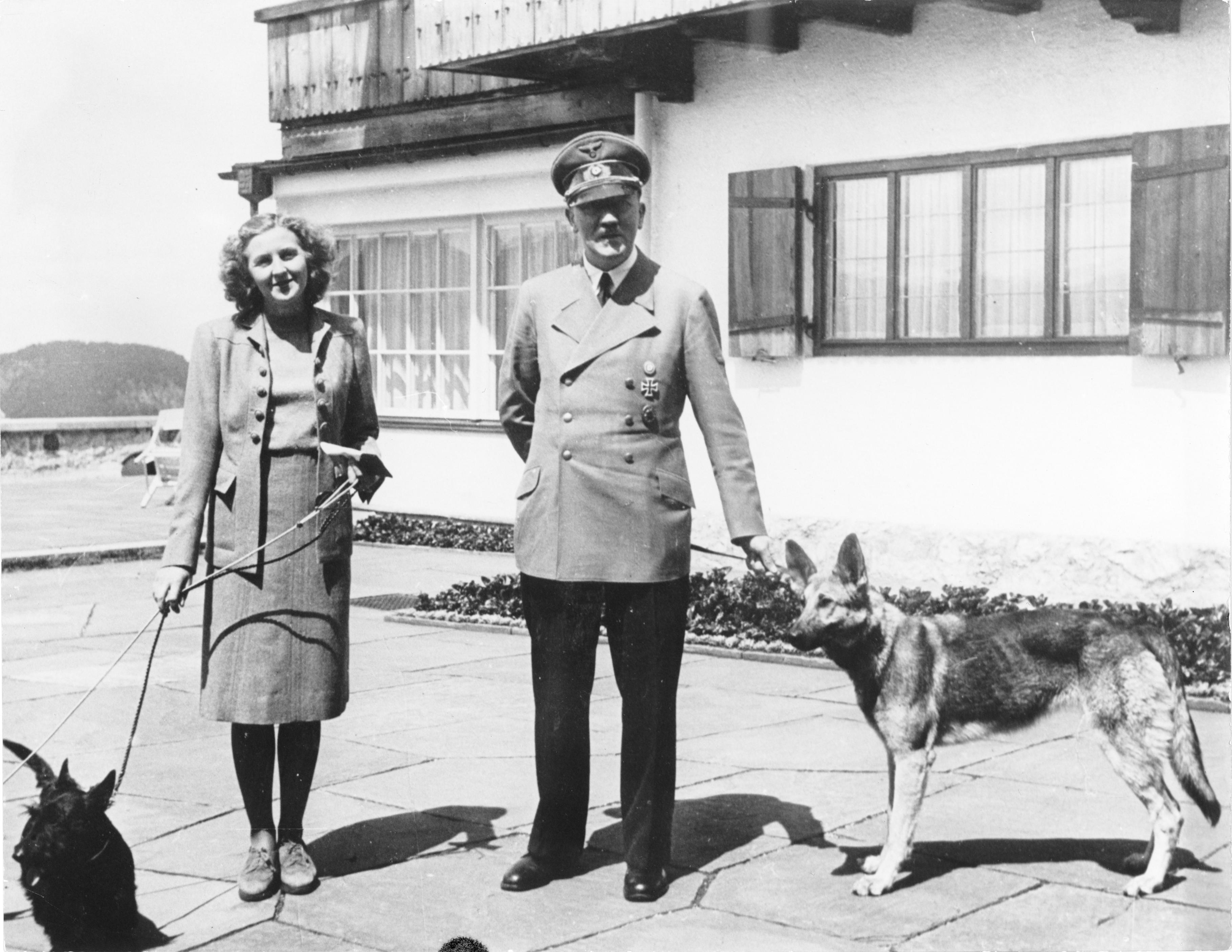
إيفا براون, شريكة وزوجة هتلر.
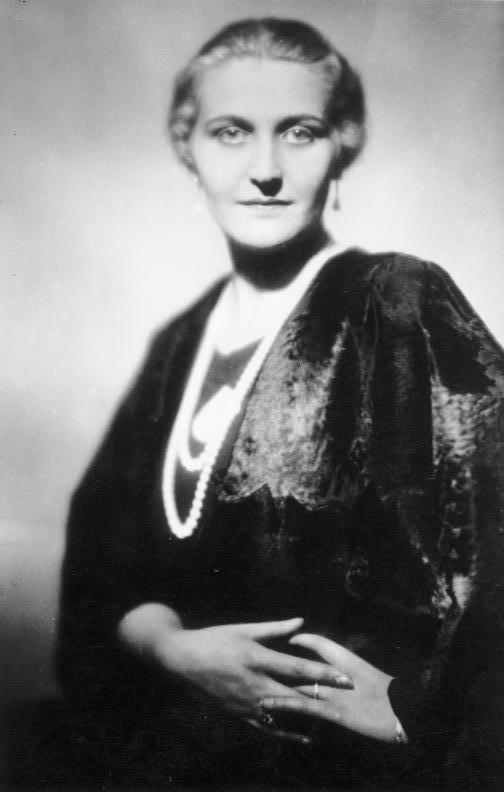
ماجدة جوبلز, زوجة وزير الدعاية جوزيف غوبلز وكانت تسمى بالسيدة الأولى في الرايخ الثالث.
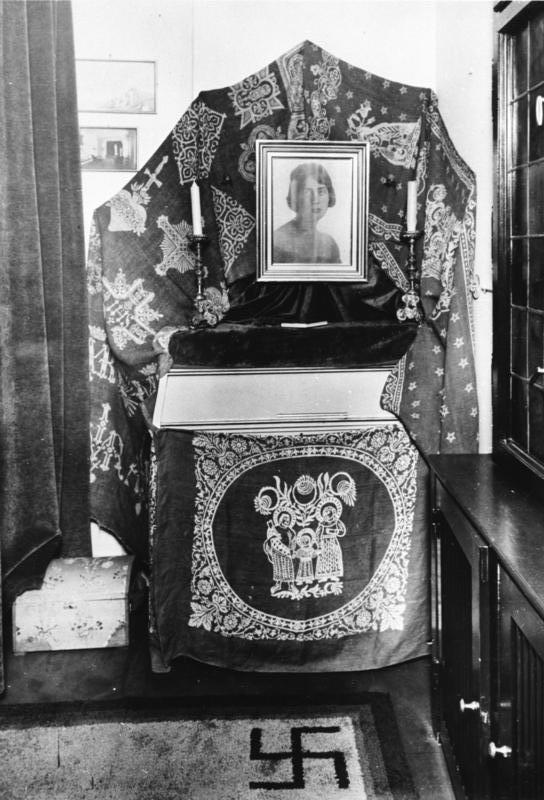
كارين غورينغ, أول زوجة لقائد سلاح الجو هيرمان غورينغ.
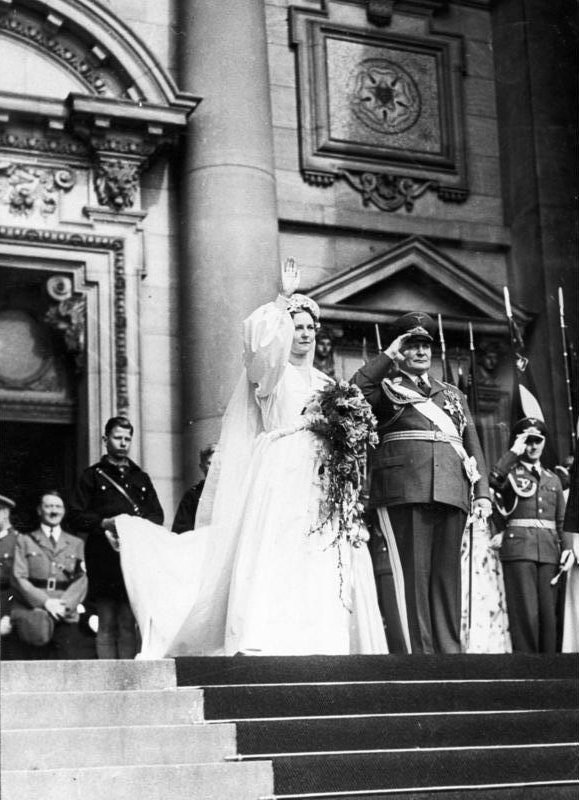
إيمي غورينغ, الزوجة الثانية ل هيرمان غورينغ
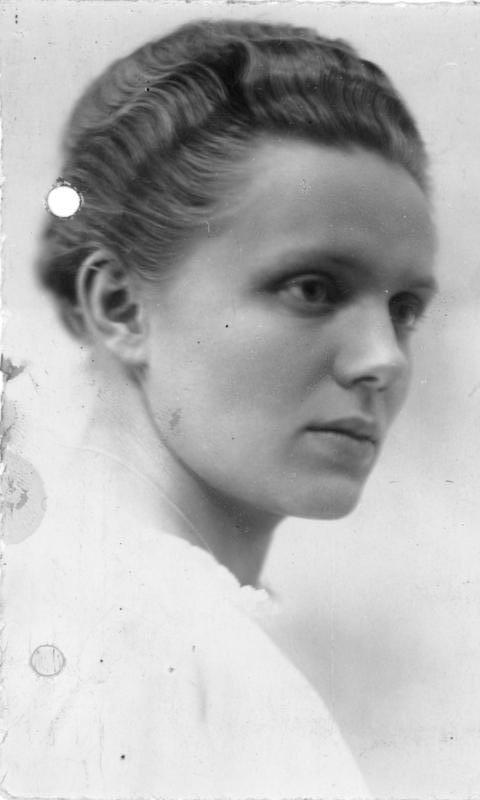
مارغا هيملر, زوجة وزير الداخلية هاينرش هيملر.
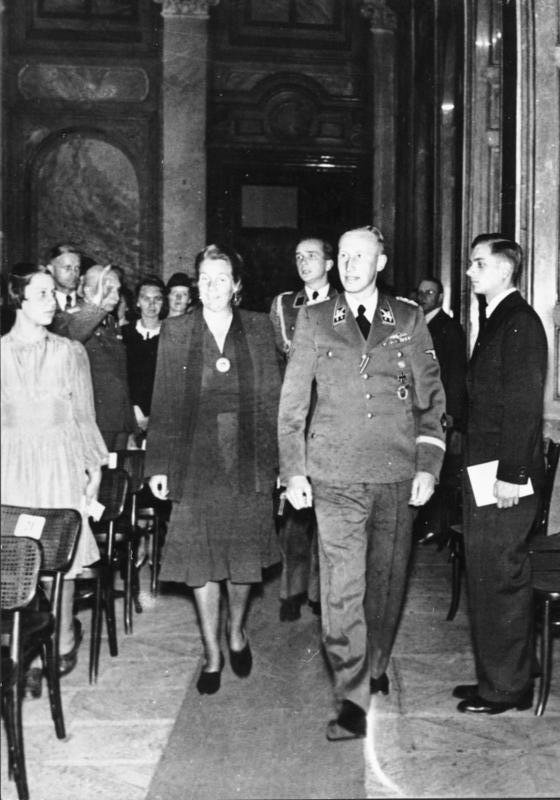
لينا هايدرش, زوجة رینهارد هایدریش.

## ناشطات

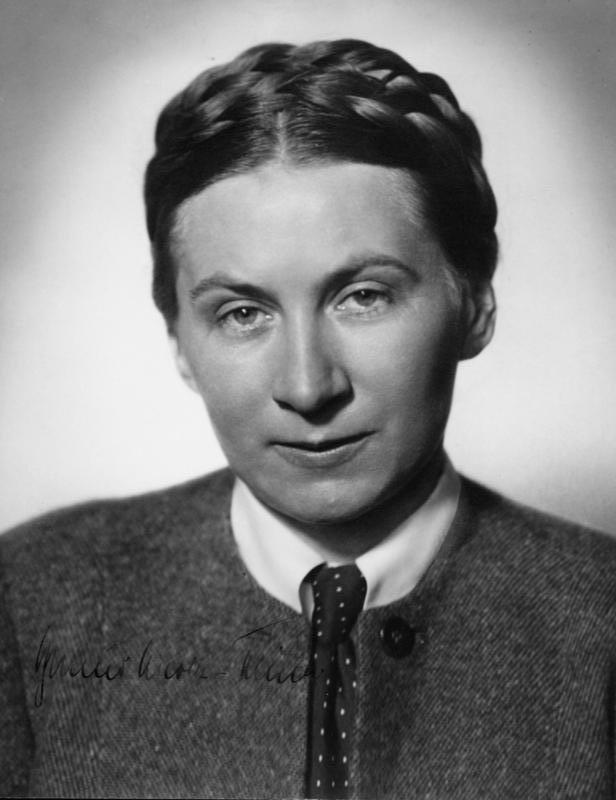
جيرترود شولتز كلينك, زعيمة الرابطة الوطنية للمرأة الاشتراكية
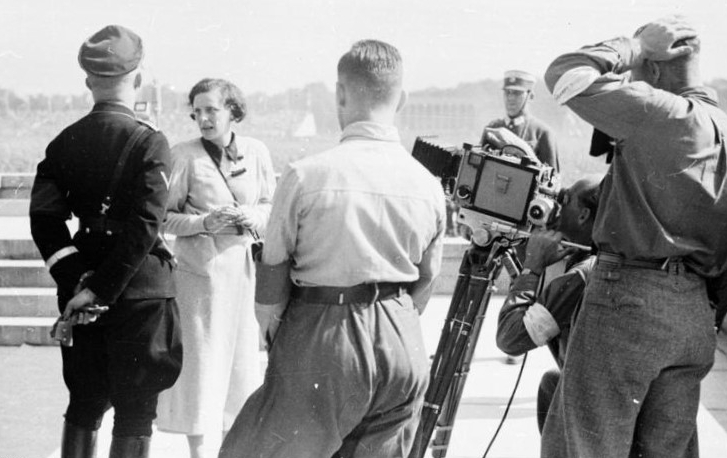
منتجة الأفلام السينمائية ليني ريفنستال تتحدث مع هاينرش هيملر.
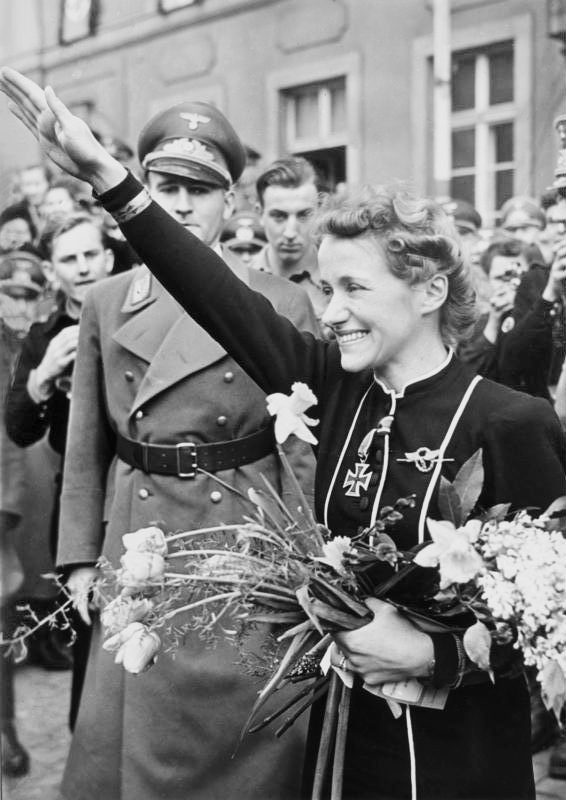
كابتن طيار حنا ريتش.
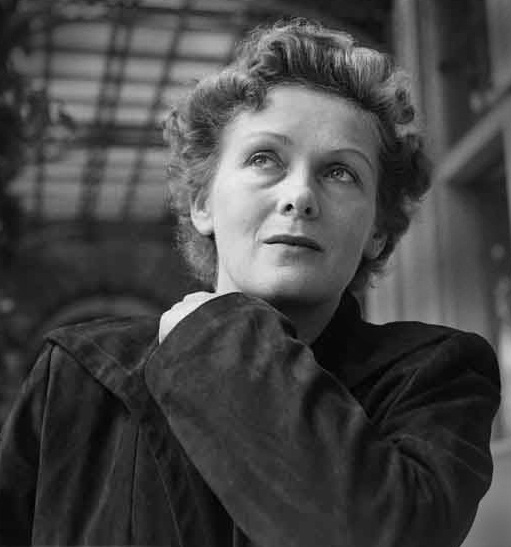
مغنية الأوبرا اليزابيث.
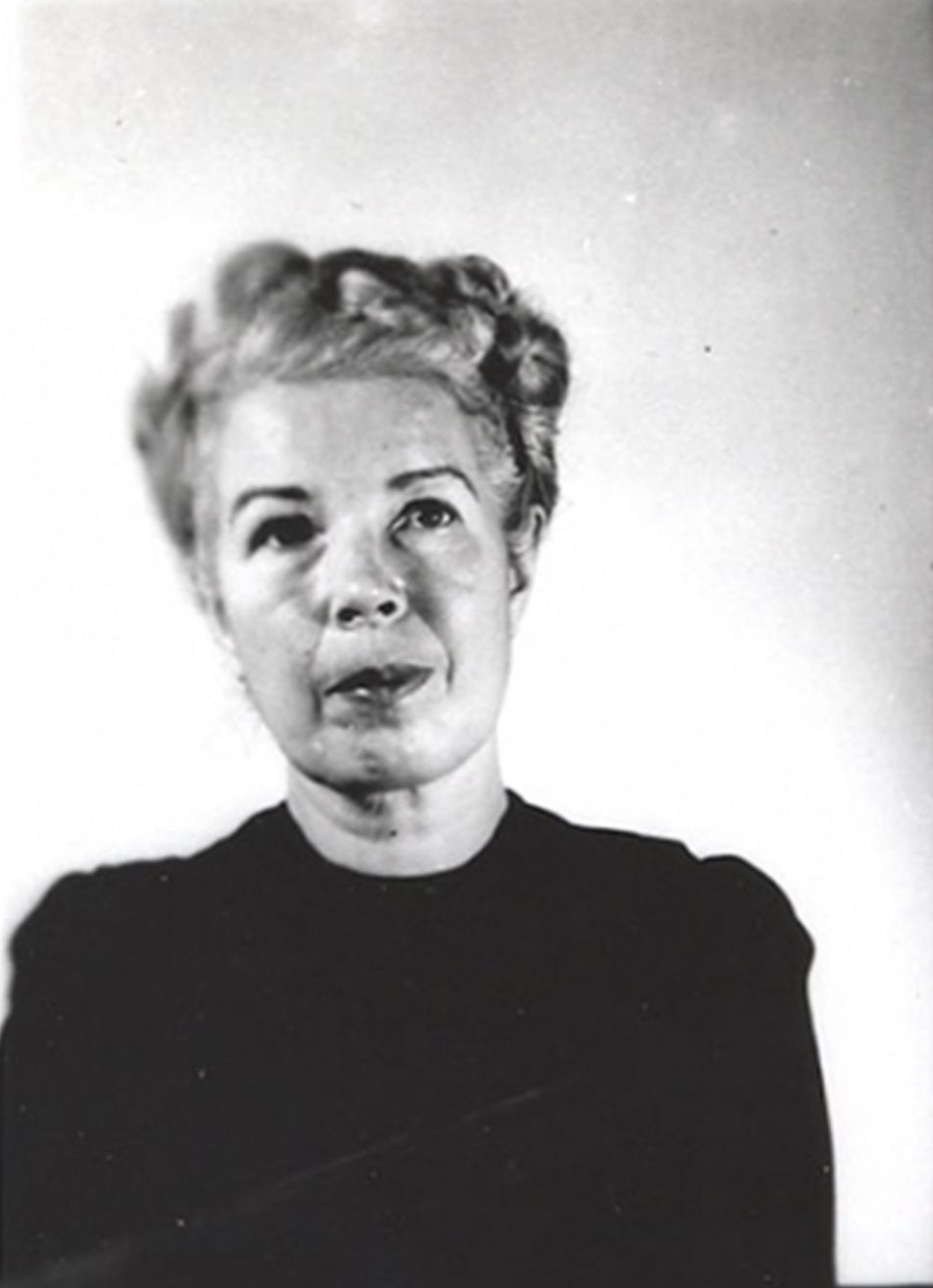
المذيعة ملدريد جيلرز
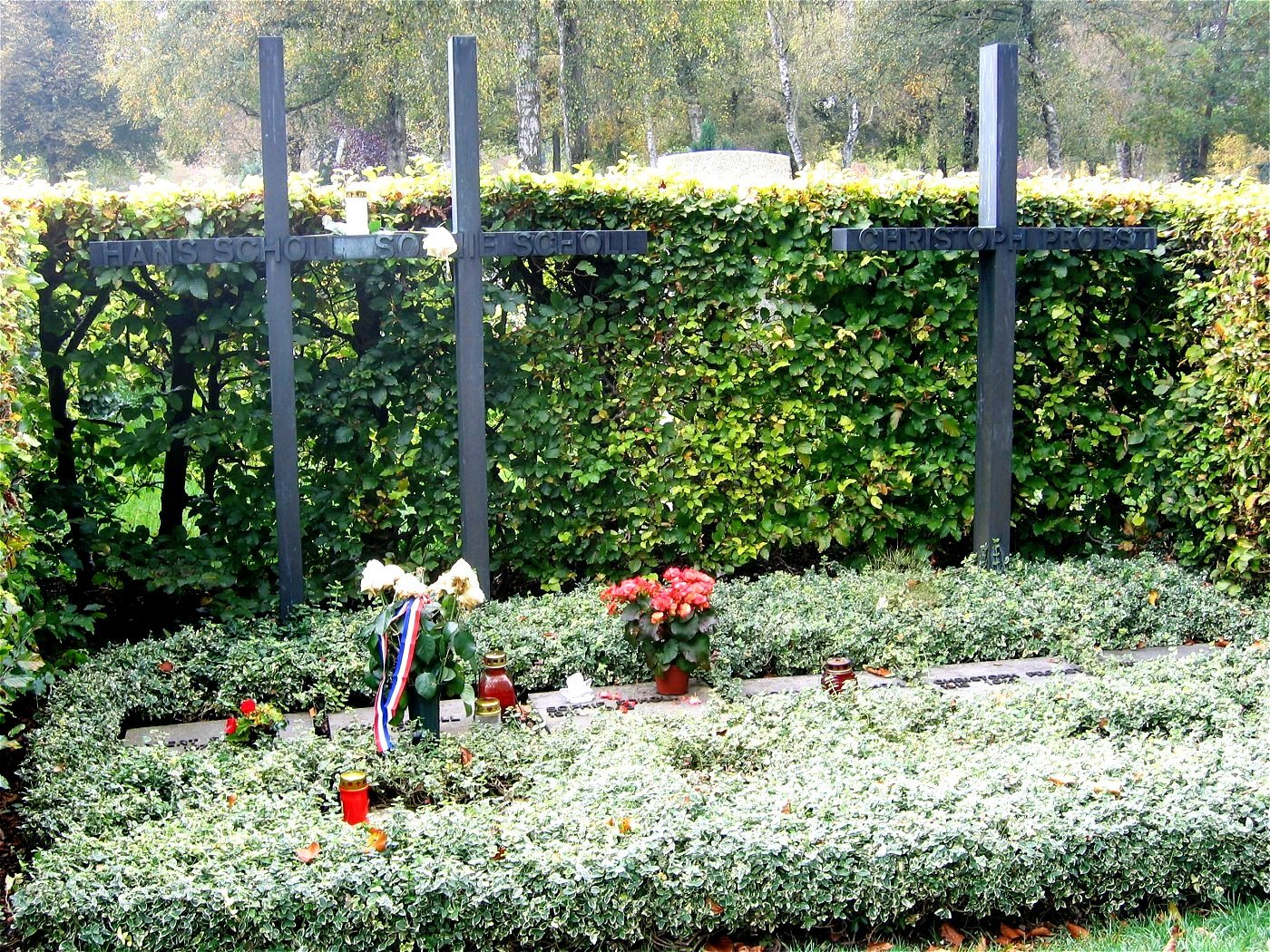
قبر أعضاء حركة الوردة البيضاء صوفي شول وإلى اليسار أخوها هانس شول

### بنات

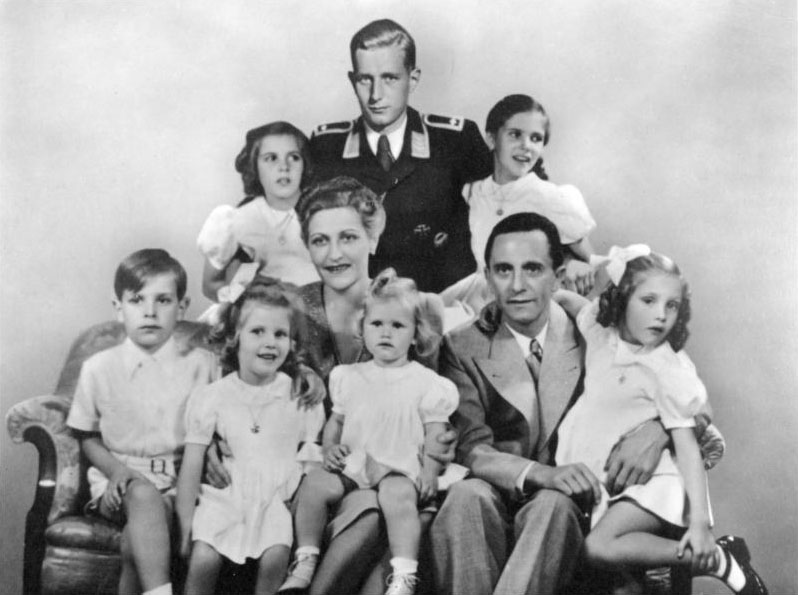
جوزيف غوبلز مع بناته.
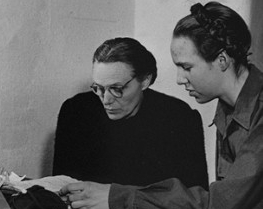
ابنة هاينرش هيملر, مارجريت هيملر مع والدتها أثناء محاكمة نورنبيرغ